# Crăcăoani
Crăcăoani is een Roemeense gemeente in het district Neamț.
Crăcăoani telt 4599 inwoners.